# BB Girls
Le BB Girls (브브걸스?, Beubeu GeolseuLR; precedentemente note come Brave Girls), sono un girl group sudcoreano formato nel 2011 dal produttore Brave Brothers. Hanno avuto molteplici cambi di formazione nel corso degli anni, e dal 2024 sono un trio composto da Minyoung, Eunji e Yuna.
Hanno esordito come quintetto e il nome Brave Girls il 7 aprile 2011, con il single album The Difference, cui hanno fatto seguito l'EP Back to da Future (2012) e il singolo For You (2013). Dopo due anni e mezzo di pausa sono tornate con il singolo Deepened nel 2015 e una nuova formazione, consistente di due membri originali (Yoojin e Hyeran) e cinque nuovi (Minyoung, Youjoung, Eunji, Yuna e Hayun). Dopo l'uscita di Yoojin e Hyeran, il 7 marzo 2017 hanno pubblicato l'EP Rollin', trainato dalla canzone omonima. Sono poi trascorsi tre anni prima dell'uscita del singolo We Ride nell'agosto 2020, pubblicato come quartetto formato da Minyoung, Youjoung, Eunji e Yuna. Nel febbraio 2021, una compilation di video in cui cantavano Rollin' è diventata virale su YouTube, portando la canzone a scalare le classifiche fino a raggiungere la vetta della Circle Digital Chart. Il gruppo si è quindi aggiudicato diversi riconoscimenti, tra cui un Golden Disc Award, un Melon Music Award e un Mnet Asian Music Award. La ritrovata popolarità ha attirato l'attenzione anche su We Ride, che è tornata in classifica salendo in top 5. Il gruppo ha quindi pubblicato un quinto e un sesto EP, Summer Queen e Thank You.
A febbraio 2023, la Brave Entertainment ha annunciato che le componenti avevano lasciato l'agenzia e il gruppo era quindi sciolto. Due mesi dopo, si sono riunite e ribattezzate BB Girls dopo aver firmato un contratto con la Warner Music Korea. Alla sua scadenza, avvenuta un anno dopo, Minyoung, Eunji e Yuna hanno fondato una loro etichetta, la BB Girls Company, e hanno firmato con la GLG Entertainment per continuare le attività del gruppo come trio nel 2024.

## Formazione
- Minyoung (민영) (2016-) – voce
- Eunji (은지) (2016-) – voce
- Yuna (유나) (2016-) – voce

### Ex membri
- Eunyoung (은영) (2011-2016)
- Seo-a (서아) (2011-2016)
- Yejin (예진) (2011-2017)
- Yoojin (유진) (2011-2017)
- Hyeran (혜란) (2011-2019)
- Hayun (하윤) (2016-2019)
- Youjoung (유정) (2016-2024)

## Discografia

### EP
- 2011 – Back To Da Future
- 2012 – Re-issue
- 2016 – High Heels
- 2017 – Rollin'
- 2021 – Summer Queen
- 2022 – Thank You

### Riedizioni
- 2021 – After 'We Ride'

### Singoli
- 2011 – Do You Know
- 2011 – Easily (feat. Skull)
- 2012 – Nowadays, You
- 2013 – For You
- 2016 – Deepened
- 2016 – High Heels
- 2016 – Yoo-hoo
- 2017 – Rollin'
- 2018 – Rollin' (New version)
- 2020 – We Ride
- 2021 – Chi Mat Ba Ram
- 2021 – After We Ride
- 2022 – Thank You
- 2023 – Goodbye

## Riconoscimenti
- Korea Culture Entertainment Award
  - 2011 – Rookie of the Year[22][23]
- Korea Arts & Culture Award
  - 2021 – Popular Singer[24]